# Tuden, Sofia
Tuden (în bulgară Туден) este un sat în comuna Godeci, regiunea Sofia,  Bulgaria. 

## Demografie
Componența etnică a satului Tuden
     Bulgari (100%)
     Nicio identificare (0%)
     Altele (0%)
La recensământul din 2011, populația satului Tuden era de 72 locuitori. Din punct de vedere etnic, toți locuitorii erau bulgari.